# Thilachium africanum
Thilachium africanum är en kaprisväxtart som beskrevs av João de Loureiro. Thilachium africanum ingår i släktet Thilachium och familjen kaprisväxter. Inga underarter finns listade i Catalogue of Life.